# Campionati europei di ciclismo su pista 2025 - Omnium femminile
La gara dell'omnium femminile ai Campionati europei di ciclismo su pista 2025 si svolse il 14 febbraio 2025 presso il Omnisport Heusden-Zolder di Heusden-Zolder, in Belgio.

## Risultati

### Scratch
| Pos | Nome               | Nazione                     | Giri persi | Punti |
| --- | ------------------ | --------------------------- | ---------- | ----- |
| 1   | Lorena Wiebes      | Paesi Bassi                 |            | 40    |
| 2   | Olga Wankiewicz    | Polonia                     |            | 38    |
| 3   | Maddie Leech       | Regno Unito                 |            | 36    |
| 4   | Anita Stenberg     | Norvegia                    |            | 34    |
| 5   | Valeria Valgonen   | Atleti Neutrali Autorizzati |            | 32    |
| 6   | Lara Gillespie     | Irlanda                     |            | 30    |
| 7   | Alžbeta Bačíková   | Slovacchia                  |            | 28    |
| 8   | Chiara Consonni    | Italia                      |            | 26    |
| 9   | Amalie Dideriksen  | Danimarca                   |            | 24    |
| 10  | Lea Lin Teutenberg | Germania                    |            | 22    |
| 11  | Daniela Campos     | Portogallo                  |            | 20    |
| 12  | Katrijn de Clercq  | Belgio                      |            | 18    |
| 13  | Victoire Berteau   | Francia                     |            | 16    |
| 14  | Milana Ushakova    | Ucraina                     |            | 14    |
| 15  | Akvilė Gedraitytė  | Lituania                    |            | 12    |
| 16  | Eva Anguela        | Spagna                      |            | 10    |
| 17  | Jasmin Liechti     | Svizzera                    |            | 8     |
| 18  | Leila Gschwentner  | Austria                     |            | 6     |
| 19  | Karalina Biruk     | Norvegia                    |            | 4     |
| 20  | Petra Ševčíková    | Rep. Ceca                   |            | 2     |

### Tempo race
| Pos | Nome               | Nazione                     | Punti in gara | Punti evento |
| --- | ------------------ | --------------------------- | ------------- | ------------ |
| 1   | Anita Stenberg     | Norvegia                    | 43            | 40           |
| 2   | Daniela Campos     | Portogallo                  | 29            | 38           |
| 3   | Victoire Berteau   | Francia                     | 28            | 36           |
| 4   | Amalie Dideriksen  | Danimarca                   | 24            | 34           |
| 5   | Maddie Leech       | Regno Unito                 | 24            | 32           |
| 6   | Lea Lin Teutenberg | Germania                    | 22            | 30           |
| 7   | Chiara Consonni    | Italia                      | 21            | 28           |
| 8   | Lara Gillespie     | Irlanda                     | 21            | 26           |
| 9   | Jasmin Liechti     | Svizzera                    | 21            | 24           |
| 10  | Eva Anguela        | Spagna                      | 21            | 22           |
| 11  | Katrijn de Clercq  | Belgio                      | 21            | 20           |
| 12  | Valeria Valgonen   | Atleti Neutrali Autorizzati | 21            | 18           |
| 13  | Lorena Wiebes      | Paesi Bassi                 | 20            | 16           |
| 14  | Karalina Biruk     | Atleti Neutrali Autorizzati | 0             | 14           |
| 15  | Leila Gschwentner  | Austria                     | 0             | 12           |
| 16  | Petra Ševčíková    | Rep. Ceca                   | 0             | 10           |
| 17  | Akvilė Gedraitytė  | Lituania                    | 0             | 8            |
| 18  | Milana Ushakova    | Ucraina                     | 0             | 6            |
| 19  | Alžbeta Bačíková   | Slovacchia                  | 0             | 4            |
| 20  | Olga Wankiewicz    | Polonia                     | 0             | 2            |

### Eliminazione
| Pos | Nome               | Nazione                     | Punti |
| --- | ------------------ | --------------------------- | ----- |
| 1   | Lorena Wiebes      | Paesi Bassi                 | 40    |
| 2   | Maddie Leech       | Regno Unito                 | 38    |
| 3   | Chiara Consonni    | Italia                      | 36    |
| 4   | Victoire Berteau   | Francia                     | 34    |
| 5   | Amalie Dideriksen  | Danimarca                   | 32    |
| 6   | Lara Gillespie     | Irlanda                     | 30    |
| 8   | Petra Ševčíková    | Rep. Ceca                   | 28    |
| 7   | Jasmin Liechti     | Svizzera                    | 26    |
| 9   | Katrijn de Clercq  | Belgio                      | 24    |
| 10  | Olga Wankiewicz    | Polonia                     | 22    |
| 11  | Lea Lin Teutenberg | Germania                    | 20    |
| 12  | Valeria Valgonen   | Atleti Neutrali Autorizzati | 18    |
| 13  | Eva Anguela        | Spagna                      | 16    |
| 14  | Anita Stenberg     | Norvegia                    | 14    |
| 15  | Alžbeta Bačíková   | Slovacchia                  | 12    |
| 16  | Leila Gschwentner  | Austria                     | 10    |
| 17  | Milana Ushakova    | Ucraina                     | 8     |
| 18  | Akvilė Gedraitytė  | Lituania                    | 6     |
| 19  | Karalina Biruk     | Atleti Neutrali Autorizzati | 4     |
| 20  | Daniela Campos     | Portogallo                  | 2     |

### Gara a punti
| Pos | Nome               | Nazione                     | Scratch | Tempo race | Eliminazione | Subtotale | Punti giri | Punti sprint | Pos. gara a punti | Punti totali |
| --- | ------------------ | --------------------------- | ------- | ---------- | ------------ | --------- | ---------- | ------------ | ----------------- | ------------ |
| 1   | Lorena Wiebes      | Paesi Bassi                 | 40      | 16         | 40           | 96        | 0          | 18           | 1                 | 114          |
| 2   | Maddie Leech       | Regno Unito                 | 36      | 32         | 38           | 106       | 0          | 8            | 20                | 114          |
| 3   | Amalie Dideriksen  | Danimarca                   | 24      | 34         | 32           | 90        | 0          | 13           | 17                | 103          |
| 4   | Anita Stenberg     | Norvegia                    | 34      | 40         | 14           | 88        | 0          | 10           | 2                 | 98           |
| 5   | Lara Gillespie     | Irlanda                     | 30      | 26         | 30           | 86        | 0          | 10           | 19                | 96           |
| 6   | Chiara Consonni    | Italia                      | 26      | 28         | 36           | 90        | 0          | 4            | 4                 | 94           |
| 7   | Victoire Berteau   | Francia                     | 16      | 36         | 34           | 86        | 0          | 4            | 14                | 90           |
| 8   | Lea Lin Teutenberg | Germania                    | 22      | 30         | 20           | 72        | 0          | 1            | 10                | 73           |
| 9   | Jasmin Liechti     | Svizzera                    | 8       | 24         | 28           | 60        | 0          | 10           | 13                | 70           |
| 10  | Valeria Valgonen   | Atleti Neutrali Autorizzati | 32      | 18         | 18           | 68        | 0          | 0            | 12                | 68           |
| 11  | Olga Wankiewicz    | Polonia                     | 38      | 2          | 22           | 62        | 0          | 5            | 5                 | 67           |
| 12  | Daniela Campos     | Portogallo                  | 20      | 38         | 2            | 60        | 0          | 6            | 7                 | 66           |
| 13  | Katrijn de Clercq  | Belgio                      | 18      | 20         | 24           | 62        | 0          | 4            | 9                 | 66           |
| 14  | Eva Anguela        | Spagna                      | 10      | 22         | 16           | 48        | 0          | 0            | 15                | 48           |
| 15  | Leila Gschwentner  | Austria                     | 6       | 12         | 10           | 28        | 0          | 2            | 11                | 30           |
| 16  | Alžbeta Bačíková   | Slovacchia                  | 28      | 4          | 12           | 44        | -20        | 0            | 18                | 24           |
| 17  | Petra Ševčíková    | Rep. Ceca                   | 2       | 10         | 26           | 38        | -20        | 4            | 3                 | 22           |
| 18  | Milana Ushakova    | Ucraina                     | 14      | 6          | 8            | 38        | -20        | 0            | 6                 | 8            |
| 19  | Akvilė Gedraitytė  | Lituania                    | 12      | 8          | 6            | 26        | -20        | 0            | 8                 | 6            |
| 20  | Karalina Biruk     | Atleti Neutrali Autorizzati | 4       | 14         | 4            | 22        | -40        | 0            | 16                | -18          |